# Boladé Apithy
Boladé Apithy (n. 21 august 1985, Dijon, Franța) este un scrimer francez specializat pe sabie, vicecampion european în 2011 și în 2012. A participat la Jocurile Olimpice de vară din 2012, unde a fost eliminat în șaisprezecimi de bielorusul Aliaksandr Buikevici.
Fratele sau cel mai mic, Yémi, este și el un sabrer de performanță, reprezentând statul Benin.

## Legături externe
- Profile Arhivat în 24 iunie 2015, la Wayback Machine. la Confederația Europeană de Scrimă
- en Boladé Apithy la Olympedia.org